# 肯雅足球協會
肯雅足球協會（英語：Football Kenya Federation，縮寫為Football Kenya或FKF），是肯雅專門管轄足球事務的組織。肯雅足球協會成立於1946年，並在1960年加入國際足協。此外，它還是非洲足協和東及東及中非洲足球協會議會的成員之一。肯雅足球協會負責管轄肯雅超級足球聯賽、肯尼亞女子超級足球聯賽及肯尼亞國家足球隊各梯隊。2022 年 11 月，國際足聯解除了對肯尼亞足球聯合會 (FKF) 的禁賽，此前當地政府因涉嫌腐敗而解散該機構後決定恢復該機構。 （页面存档备份，存于）.

## 外部鏈接
- 官方网站
- Kenya （页面存档备份，存于） ，非洲足協網頁
- Kenya ，國際足協網頁